# Agrobate brun
Tychaedon signata
Espèce
Synonymes
- Erythopygia signata (protonyme)

Statut de conservation UICN

 LC  : Préoccupation mineure
L'Agrobate brun (Tychaedon signata) est une petite espèce de passereaux de la famille des Muscicapidae.

## Habitat
Son cadre naturel de vie est la forêt sèche tropicale et subtropicale.

## Taxonomie
S'appuyant sur diverses études phylogéniques, le Congrès ornithologique international (classification version 4.1, 2014) déplace cette espèce, alors placée dans le genre Erythropygia, dans le genre Cercotrichas.

## Répartition et sous-espèces
Selon la classification de référence du Congrès ornithologique international (14.2, 2025) il se répartit en 2 sous-espèces :
- T. signata tongensis (Roberts, 1931) — sud du Mozambique et est de l'Afrique du Sud ;
- T. signata signata (Sundevall, 1850) — centre/sud-est de l'Afrique du Sud.